# Aloe eumassawana
Aloe eumassawana är en grästrädsväxtart som beskrevs av S.Carter, M.G.Gilbert och Sebsebe Demissew. Aloe eumassawana ingår i släktet Aloe och familjen grästrädsväxter.
Artens utbredningsområde är Eritrea. Inga underarter finns listade i Catalogue of Life.